# Parkogrzybek morelowy

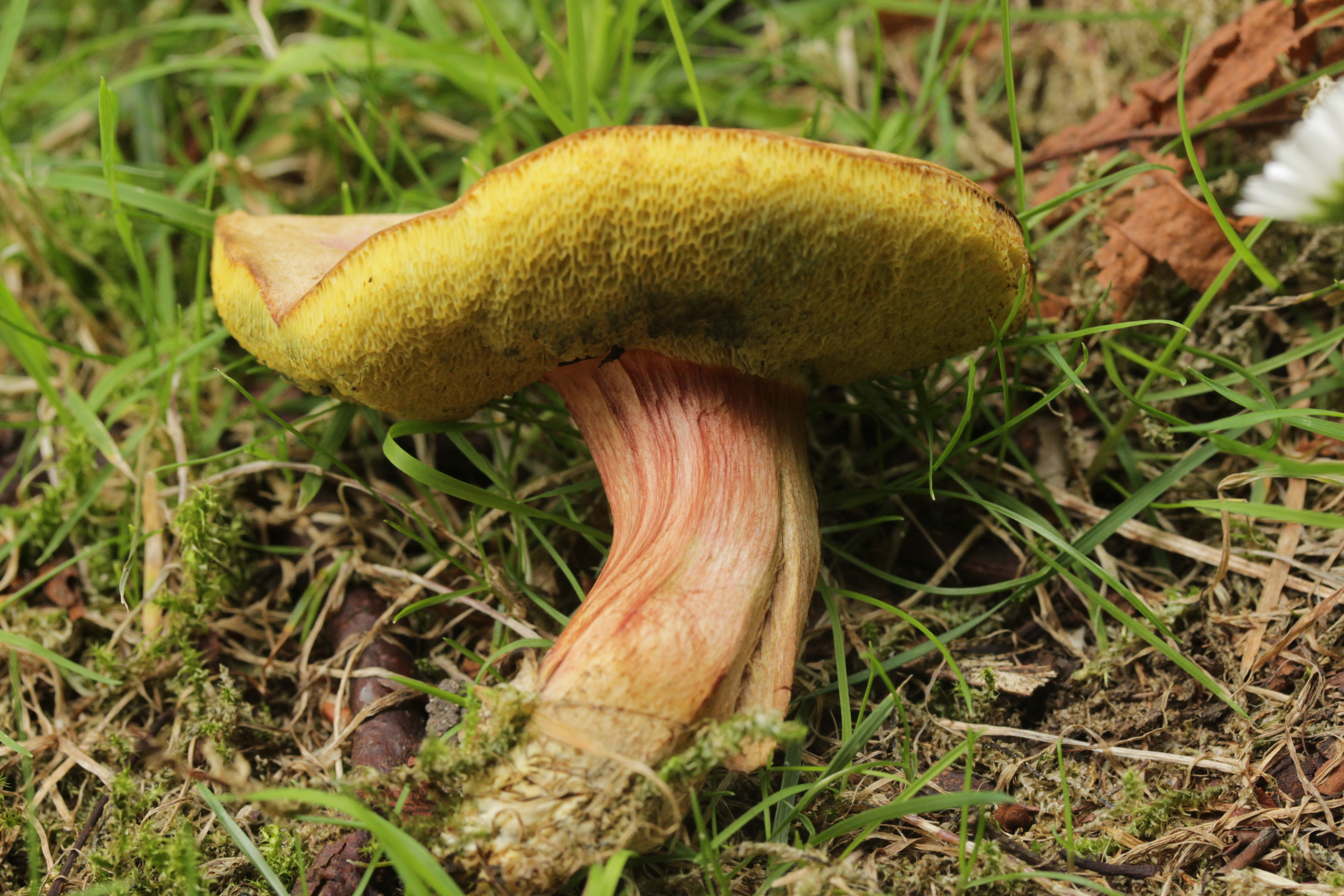

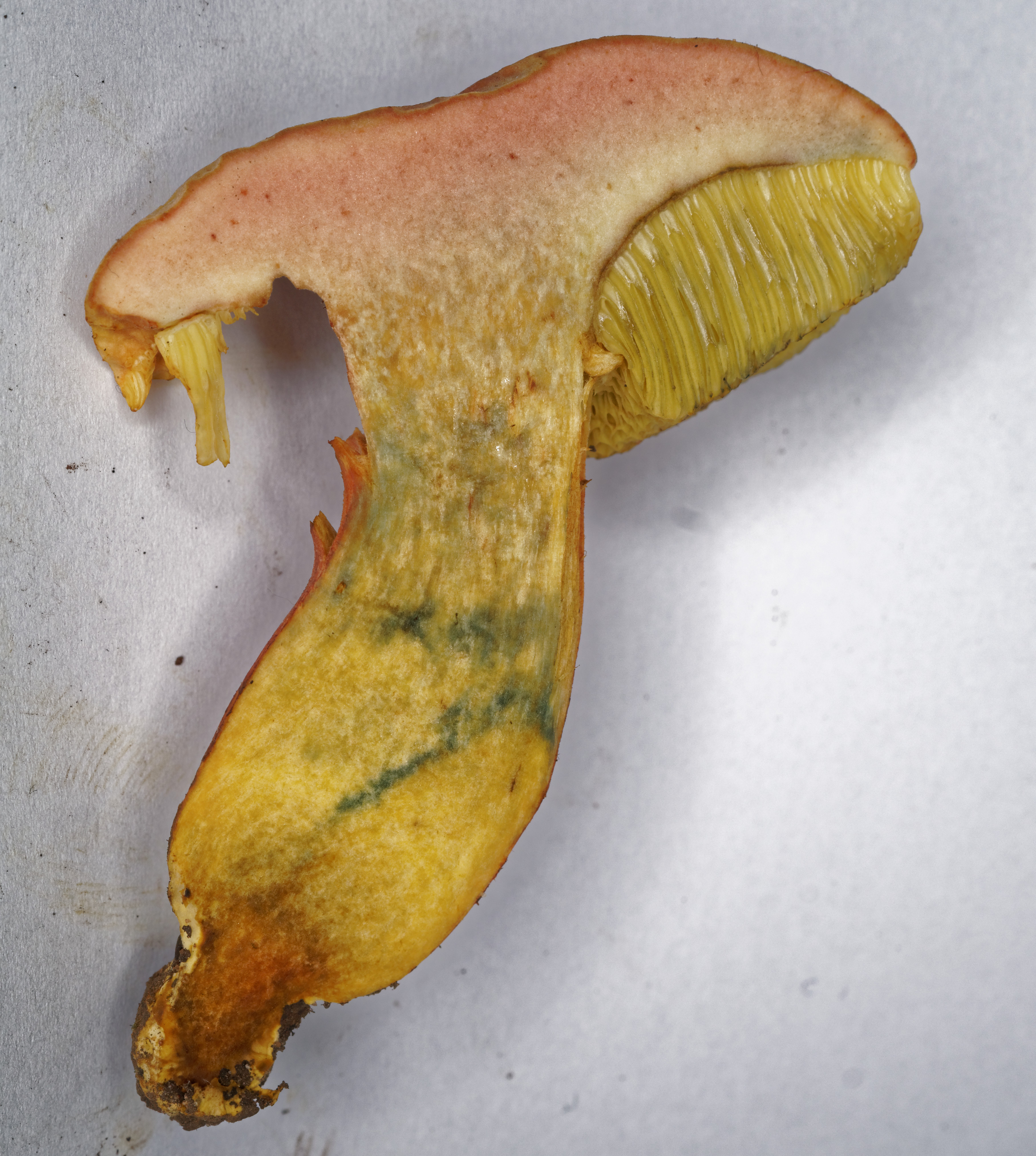
Przekrój owocnika

Parkogrzybek morelowy (Hortiboletus bubalinus (Oolbekk. & Duin) L. Albert & Dima) – gatunek grzybów z rodziny borowikowatych (Boletaceae).

## Systematyka i nazewnictwo
Pozycja w klasyfikacji według Index Fungorum: Hortiboletus, Boletaceae, Boletales, Agaricomycetidae, Agaricomycetes, Agaricomycotina, Basidiomycota, Fungi.
Po raz pierwszy gatunek ten w 1991 r. opisali G.T. Oolbekkink i W.E. van Duin, nadając mu nazwę Boletus bubalinus. W 2015 r. L. Albert i B. Dima na podstawie badań filogenetycznych przenieśli go do rodzaju Hortiboletus.
Synonimy:
- Boletus bubalinus Oolbekk. & Duin 1991
- Xerocomellus bubalinus (Oolbekk. & Duin) Mikšík 2014
- Xerocomus bubalinus (Oolbekk. & Duin) Redeuilh 1993

Polską nazwę w 2021 r. zarekomendowała Komisja ds. Polskiego Nazewnictwa Grzybów przy Polskim Towarzystwie Mykologicznym.

## Morfologia
Kapelusz
O średnicy do 5 cm, początkowo półkulisty, potem wypukły, na koniec płaski. Powierzchnia sucha, aksamitna, później gładka lub drobno spękana. Barwa ochrowa, żółtawo-brązowa z morelowym odcieniem lub bez niego, jasnobrązowa, czerwonawo-brązowa, żółto-brązowa do miodowo-brązowej i zazwyczaj jaśniejsza na brzegu.
Rurki
Jasnożółte do żółtych z oliwkowozielonym odcieniem. Po zranieniu zmieniają kolor na niebieski. Pory mają ten sam kolor, a po zranieniu zmieniają kolor na niebieski.
Trzon
Cylindryczny, wrzecionowaty lub maczugowy. Powierzchnia żółtawa i zwykle prawie całkowicie pokryta bardzo drobnymi czerwonymi granulkami, przebarwiającymi się z wiekiem. Uszkodzony sinieje.
Miąższ
W kapeluszu białawy z różowawym odcieniem pod skórką. W trzonie żółtawy i pomarańczowo-brązowy u podstawy, czasami z kilkoma pomarańczowo-czerwonymi kropkami. W kapeluszu po uszkodzeniu robi się niebieski. Smak i zapach są nieokreślone.
Cechy mikroskopowe
Zarodniki o wymiarach 11-15 × 4,5–5 μm, gładkie.

## Występowanie i siedlisko
Podano występowanie tego gatunku w niektórych krajach Europy, w jednym rejonie wschodniej Kanady i na Nowej Zelandii. W Polsce po raz pierwszy jego stanowisko podano w 2017 roku w Puszczy Białowieskiej. W 2020 r. znaleziono go także w Wielkopolsce. W obydwu przypadkach opisano go pod naukową nazwą Xerocomus bubalinus bez podania nazwy polskiej.
Naziemny grzyb mykoryzowy żyjący w symbiozie z lipami i topolami. W Anglii podano jeden przypadek występowania pod grabami. Prawdopodobnie współżyje także z innymi gatunkami drzew liściastych. Występuje w lasach, parkach i ogrodach.